# Betzonich
Pezonick, Betzonich og Betzonick er et familienavn. Forskellige danske kunstnere bærer navnet.

## Joseph Sebastian Pezonick
Den 7. september 1821 giftede sig væveren Joseph Sebastian Pezonick (Petschonick) med Ane Christine født Lund (1796?-1867) i Sankt Petri Kirken. Han var 27 år gammel og fra Graz i Steiermark, hun var 25 år gammel og fra København.
Sammen fik de tolv børn.
En af dem var Carl Julius Ludwig Pezonick, født i 1827, som blev marskandiser.
Det yngste barn af de tolv var den senere forfatter Georg Emil Betzonich (1829-1901).

### Carl Julius Ludwig Pezonick
Carl Julius Ludwig Pezonick /Carl Julius Ludvig Betzonich blev født den 1. januar 1827 i København.
Den 3. august 1851 blev han gift med Oline Andrea, født Olsen i 1828. De fik følgende børn:
- Axel Emil[9], født i 1853
- Agnes Aletha, født i 1857 i København
- Anna Elga Augusta, født i 1859 i København
- Julius Georg Viggo, født i 1861 i København[10]
- Haagen Herman Christen Victor, født i 1863 i København
- Carl Erik Rudolph, født den 17. juli 1865 i København[11]

Carl Julius Ludvig døde den 27. oktober 1870. Oline Andrea blev senere gift igen med kgl. translatør Ferdinand Chr. Sørensen og døde den 13. april 1889.

#### Axel Emil Betzonich
Axel Emil Betzonich blev født den 14. december 1852 i København. I 1870 afslutter han elevskolen og forbliver i nogen tid ved hæren.
Fra 1876 var han skuespiller blandt andet ved Folketeatret. Senere arbejdede han ved Statsbanernes Administrations statistiske bureau og skrev og udgav noveller, blandt andet i avisen København.
Han skrev mindst seks romaner: "Juleaften paa Kvisten" (1884), "Skibbrudne Folk" (1888), "Under aaben Himmel" (1891), "Myrrha" (1892), "Peter Jensen" (1893) og "Don Juans Efteraar" (1895); desuden tre teaterstykker: "Stor i Skrøbelighed", der havde premiere i 1897 på Det kongelige Teater, året efter samme sted "Guldkareten" og i 1899 på Dagmarteatret "Karons Baad".
Han døde den 17. maj 1899.

#### Agnes Aletha Betzonich
Agnes Aletha Betzonich, født den 18. maj 1857 i København var en dansk skuespiller.
Den 16. oktober 1881 blev hun gift med landskabsmaleren Harald Schumacher (1836-1912).
Hun døde den 17. januar 1890 i København.

#### Anna Elga Augusta Betzonich
Anna Elga Augusta Betzonich, kaldt Elga, blev født den 18. marts 1859 var en skuespiller. Hun uddannede sig hos Johanne Luise Heiberg og Frederik Høedt, inden hun i 1875 debuterede på Det Kongelige Teater. Elgas første rulle var som Angelique i det franske syngespil Advokat Pathelin. I 1876 blev hun ansat på teatret. Hun var tit soubrette.
Elga blev gift den 28. maj 1885 med den norske billedhugger Stephan Sinding (1846-1922). I 1907 havde hun sin sidste rulle som Anneke i Holbergs Den politiske Kandestøber, inden hun flyttede med sin mand til Paris. Den 16. marts 1936 døde hun i den franske hovedstad.

#### Julius Georg Viggo Betzonich og Ellen Betzonich
Julius Georg Viggo blev født den 25. november 1861 i København. Han var gift  med Ellen. Ellen var født den 20. marts 1865 i England.
. Ellen var skuespiller på Thalia Teatret.
Hun blev i 1913 anholdt for tyveri. Julius Georg Viggo døde den 28. oktober 1914.

#### Victor Betzonich
Haagen Hermann Christian Victor Betzonich, kaldt Victor, blev født den 10. december 1863 i København. I 1892 og 1893 var han skuespiller i Carl Henriksens Selskab. Han var i sommer 1899 artistisk inspektør på St. Thomas.
Hans sidste bopæl delte han med skuespiller Francesca Nathansen, som han spillede overfor i den første danske spillefilm, Henrettelsen.
Han døde den 29. november 1901 i København.

### Georg Emil Betzonich og Signe Betzonich
Forfatteren Georg Emil Betzonich (1829-1901),  giftede sig den 26. juli 1855 med Christiansine Nicoline (født Møller den 30.4.1833). Christiansine blev også kaldt for Signe og var skuespiller.
Sammen fik de følgende børn:
- Signe Lagertha, født i 1855 i Helsingør[45]
- Else Emilie Elga, født i 1858 i Helsingør[46]
- Johanne Theresia, født i 1860 i København
- Georg Johannes, født den 26.6.1864 i København[47]
- udøbt pige den 23.9.1866[48]
- Augusta Marie Johanne, født den 23. september 1866 i København[49]
- Ingeborg Josepha Martha, født i 1872 i København[50]

#### Signe Lagertha Betzonich
Signe Lagertha, kaldt Signe, blev født i 23.11.1855 i Helsingør og var skuespiller. Hun døde i 1917.

#### Elga Betzonich og Ellen Ferslev
Else Emilie Elga, kaldt Elga, blev født den 23. januar 1858 i Helsingør
. Hun var skuespiller både i Danmark og i Norge og giftede sig med teaterdirektør Carl Christian Henriksen den 23. maj 1885 i Aalborg.
De to fik datteren, Ellen, der også blev skuespiller og den 23. december 1910 gift med kapelmester ved Det Ny Teater Ejnar Christian Ferslev
.
De fik også en søn: Aage Georg Henriksen, der er født den 15. oktober 1895 på Frederiksberg.
Elga døde kort efter fødslen den 26. oktober 1895.

#### Johanne Betzonich
Johanne Betzonich blev født den 13. maj 1860 i København.
I 1876 debuterede hun ved teatret som skuespiller, Hun arbejdede for forskellige teatre, bl.a. Folketeatret, Casino og Dagmarteatret. Gennem sin kusine Elgas mand, Stephan Sinding, kom hun i kontakt med billedhuggeriet. I 1890 udstillede hun for første gang på Charlottenborg Forårsudstilling med gipsfiguren, En Slangetæmmerske. Året efter rejste hun som også hans andre elever med Sinding til Paris. Hun blev gift den 20. august 1892 med billedhuggeren Hans Peder Pedersen-Dan. Ægteparret rejste sammen til Italien, Grækenland, Paris og Nordafrika. I 1912 flyttede de på Rytterskolen i Hvidovre. Parret kunne ikke få selv børn. De adopterede en pige, Rigmor, af en fattig mor med fire børn. Johannes værker deltog i forskellige udstillinger både i Danmark og udlandet. I 1903 vandt hun Neuhausens Præmie for statuetten Lille Mor. Hun døde den 21. maj 1934 på Rytterskolen.

#### Georg Johannes Betzonich, Thyra Betzonich og Ruth Betzonich
Georg Johannes Betzonich
Georg Johannes blev født den 26. juni 1864 i København. Han giftede sig med Thyra Betzonich den 8. november 1889 i Philadelphia, USA. Georg blev fotograf for visit- og kabinetkort. I marts 1896 blev han medlem af Dansk Fotografisk Forening. I 1896-1897 havde han atelier i Frederiksberggade 19, 3. i København og fra 1897-1898 på Toldbodvej 2.
I 1901 blev han og Thyra skilt.
I årene 1902-03 var han indehaver af fotostudioet "Atelier Moderne" i Bergen. Fra 1902 drev han desuden "Det Amerikanske Atelier" i Christiania. Den 19. februar 1902 blev han også far til endnu en pige, Elga, sammen med sin nye kone Sophie Johnsen.
I 1936 var Georg kustode på Bakkehusmuseet. Han døde før 1949.
Thyra Betzonich
Thyra Meyer var født i 1865 eller den 8. November 1867 i New York af danske forældre. Thyra blev gift med Georg Johannes den 8. november 1889 i Philadelphia. Hun kom til Danmark i 1893. Hun blev skilt i 1901 og arbejdede som sproglærer.
Thyra og Georg Johannes havde sammen to døtre: Den første var Edith, født den 27. september 1890 i Philadelphia. Desuden var der Ruth, født den 19. april 1893 i Philadelphia.
Ruth Betzonich
Ruth blev skuespiller og blev gift den 24. januar 1912 med skuespilleren Aage Steffensen.
Den 25. april 1912 fik de sønnen John Alf Betzonich Steffensen.
Ruth døde den 10. december 1918, da hun var 25 år gammel.

#### Ingeborg Betzonich
Ingeborg Josepha Martha blev født den 24. september 1872 i København og også hun blev skuespiller. Den 18. november 1893 blev hun gift med skuespilleren Charles Wilken i Aarhus.
De to fik sammen sønnen Alfred Wilken, blev dog senere skilt. Ingeborg døde den 26. februar 1939 på Bispebjerg Hospital.